# L'inferno (singolo)
L'inferno è un singolo della cantante italiana Nina Zilli, pubblicato il 25 settembre 2009 per la Universal Music come secondo estratto dal suo EP di esordio.

## Tracce
1. L'inferno – 2:38